# Rajendra Pachauri

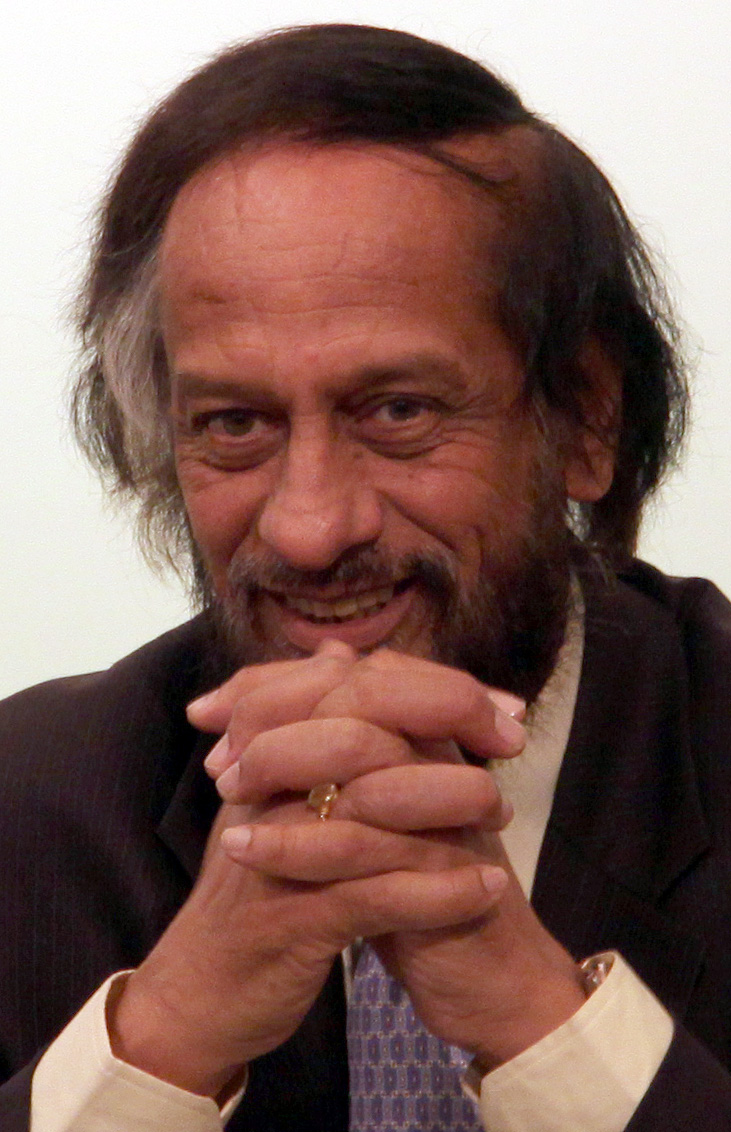
Rajendra K. Pachauri (2009)

Rajendra Kumar Pachauri (Hindi राजेन्द्र कुमार पचौरी Rājendra Kumār Pacaurī; * 20. August 1940 in Nainital, Indien; † 13. Februar 2020 in Neu-Delhi, Indien) war ein indischer Ökonom und Ingenieur.

## Leben
Pachauri absolvierte 1972 an der North Carolina State University seinen Master of Science in Industrial Engineering und promovierte 1974 zum Doktor mit den Hauptfächern Industrial Engineering und Ökonomie. Er war 1981–2001 Direktor und 2001–2016 Generaldirektor am The Energy and Resources Institute (bis 2003 Tata Energy and Research Institute, TERI) in New Delhi.
Von 2002 bis zu seinem Rücktritt im Februar 2015 war er Vorsitzender des Intergovernmental Panel on Climate Change (IPCC/Weltklimarat); regulär hätte seine Amtszeit im Oktober 2015 geendet. Ins Amt gekommen war Pachauri 2002 insbesondere auf Drängen der US-Regierung. Kurz nach Erscheinen des Dritten Sachstandberichts des IPCC 2001 lobbyierte der Ölkonzern ExxonMobil bei der Regierung Bush, den damaligen IPCC-Vorsitzenden Robert Watson abzusetzen. Zuvor hatte der Klimaforscher Watson erklärt, dass die globale Erwärmung real sei. 2002 lehnte die US-Regierung daraufhin Watsons Nominierung für eine zweite Amtszeit ab und setzte sich stattdessen für Pachauri ein. Entgegen den ursprünglichen Hoffnungen erwies sich Pachauri nach seiner Wahl aber ebenfalls als Verteidiger der Klimaforschung gegen Klimaleugner. Diese warfen ihm daraufhin vor, Geld von Energieunternehmen erhalten zu haben, was Pachauri bestreitet. Vor seiner Wahl war die Nominierung Pachauris von vielen Forschern als Teil einer Kampagne von Industriekonzernen und der US-Regierung gesehen worden, die Glaubwürdigkeit des IPCC zu untergraben.
Im Jahr 2001 unterstützte Pachauri einen Boykott gegen den texanischen Ölkonzern ExxonMobil wegen dessen Haltung zur globalen Erwärmung. ExxonMobil hat laut einem Bericht der Union of Concerned Scientists (UCS) in den letzten Jahren fast 16 Millionen Dollar investiert, um Klimawandelleugner zu unterstützen, wissenschaftliche Erkenntnisse zu verschleiern und Politiker und Medien zu manipulieren. Zu dieser Zeit war Pachauri Vorstandsvorsitzender der Indian Oil Corporation.
Pachauri war Botschafter der Klimaschutzorganisation 350.org.

## Ehrungen und Auszeichnungen
Für seine Verdienste um den Umweltschutz wurde Pachauri 2001 mit dem Padma Bhushan ausgezeichnet. 2007 nahm Pachauri als Vorsitzender des IPCC stellvertretend für letzteren zusammen mit Al Gore den Friedensnobelpreis entgegen. 2008 erhielt er den Padma Vibhushan. Die Redaktion des Wissenschaftsmagazins Nature verlieh ihm 2007 den Titel Nachrichtenmacher des Jahres, da es ihm gelungen sei, durch Publikationen und Interventionen eine Verwässerung der wissenschaftlichen Resultate bezüglich des Weltklimas zu verhindern.
Am 14. Juli 2008 wurde er zum UNIDO Goodwill Ambassador ernannt.
Im Oktober 2009 wurde Rajendra Pachauri der Titel Professor honoris causa der HEC Paris verliehen.

## Kontroversen
Im Januar 2010 geriet Pachauri als IPCC-Vorsitzender aufgrund eines Fehlers im zweiten Band des vierten Sachstandsberichts des IPCC über das Abschmelzen der Himalayagletscher in die Kritik, was Rücktrittsforderungen nach sich zog.
Nach Anschuldigungen der konservativen britischen Zeitung Daily Telegraph gegen Pachauri bezüglich angeblicher Interessenkonflikte führte die Buchprüfungsgesellschaft KPMG eine umfassende Prüfung von Pachauris Einkünften durch und veröffentlichte im August 2010 einen abschließenden Prüfungsbericht. Darin entlastete die KPMG Pachauri von jeglichem Vorwurf des Interessenkonflikts. Der Daily Telegraph entschuldigte sich daraufhin bei Pachauri.
Im Februar 2015 wurde Pachauri von einer wissenschaftlichen Mitarbeiterin am Energy and Resources Institute (TERI) sexuelle Belästigung u. a. durch unerwünschte E-Mails, SMS- und WhatsApp-Nachrichten vorgeworfen. Pachauri wies die Vorwürfe als unbegründet zurück und ließ durch seine Anwälte mitteilen, dass seine E-Mails, sein Handy und sein Computer gehackt worden seien. Am 24. Februar 2015 trat Pachauri vom Amt des IPCC-Vorsitzenden vorzeitig zurück mit der Begründung, dass das IPCC eine starke Führung und die volle Aufmerksamkeit des Vorsitzenden benötige, was er jedoch unter den momentanen Umständen nicht leisten könne. Seine Amtszeit als IPCC-Vorsitzender hätte regulär bis Oktober 2015 gedauert.
Eine Kommission des TERI befand 2015, dass Pauchari die wissenschaftliche Mitarbeiterin sexuell belästigt habe. TERI verlängerte seinen im März 2016 auslaufenden Vertrag als Generaldirektor zunächst nicht mehr, setzte ihn aber später wieder als Vize-Vorsitzenden ein. Im Februar 2015 leitete die indische Polizei Untersuchungen wegen sexueller Belästigung, Stalking und Einschüchterung ein. Im Januar 2019 begann die Beweisaufnahme zum Vorwurf der sexuellen Belästigung, die anderen Vorwürfe wurden vom Gericht fallengelassen.
Insgesamt neun ehemalige Mitarbeiterinnen warfen nach 2015 Pachauri sexuelle Belästigung vor. Pachauri wies die Vorwürfe zurück und versuchte, weil er die Schädigung seines Rufs befürchtete, im Februar 2018 eine Verfügung zu erwirken, die Medien die Berichterstattung über die Vorwürfe der Mitarbeiterinnen verboten hätte. Diese wurde jedoch von einem Gericht in Delhi abgelehnt. Pachauri verstarb, ehe die Vorwürfe gegen ihn vor Gericht bewiesen und das Verfahren gegen ihn abgeschlossen werden konnten. Daher sei kein „Stigma“ mit Pauchari verbunden, entschied ein Gericht in Delhi auf Betreiben seines Sohnes.